# São Miguel de Caldas de Vizela
São Miguel de Caldas de Vizela is een plaats (freguesia) in de Portugese gemeente Vizela en telt 6280 inwoners (2001).